# Gnomophalium pulvinatum
 Gnomophalium pulvinatum    (Delile) Greuter, 2003 è una specie di piante angiosperme dicotiledoni della famiglia delle Asteraceae (sottofamiglia Asteroideae, tribù Gnaphalieae e sottotribù Gnaphaliinae).  Gnomophalium pulvinatum  è anche l'unica specie del genere  Gnomophalium  Greuter, 2003.

## Etimologia
Il nome scientifico della specie è stato definito dai botanici Alire Raffeneau Delile (1778-1850) e Werner Rodolfo Greuter (1938-) nella pubblicazione " Willdenowia. Mitteilungen aus dem Botanischen Garten und Museum Berlin-Dahlem. Berlin-Dahlem" ( Willdenowia 33(2): 242 (22 Dec. 2003)) del 2003. Il nome scientifico del genere è stato definito nella stessa pubblicazione.

## Descrizione
Portamento. Le specie di questa voce ha un habitus di tipo erbaceo annuale. I cauli di queste piante sono provvisti del floema, ma non di canali resiniferi; mentre i sesquiterpeni lattoni sono normalmente assenti (piante senza lattice).
Fusto. La parte aerea in genere è eretta, semplice o ramosa. 
Foglie. Le foglie sono disposte in modo alternato e sono più o meno sessili (e/o decorrenti). La lamina è intera e piatta con forme generalmente strette; i margini sono continui a volte revoluti. La superficie è tomentosa o lanosa su entrambe le superfici.
Infiorescenza. Le sinflorescenze sono composte da diversi capolini raccolti in dense formazioni racchiusi tra le foglie superiori. Le infiorescenze vere e proprie sono formate da un capolino terminale peduncolato (disciforme o discoide) eterogamo. I capolini sono formati da un involucro, con forme da cilindriche a campanulate, composto da diverse brattee, al cui interno un ricettacolo fa da base ai fiori. Le brattee, glabre o pelose a consistenza cartacea, sono disposte in modo più o meno embricato su più serie (strati di stereoma diviso);  talora possono avere un margine ialino. Il ricettacolo è senza pagliette a protezione della base dei fiori; la forma è piatta.
Fiori.  I fiori sono tetra-ciclici (formati cioè da 4 verticilli: calice – corolla – androceo – gineceo) e pentameri (calice e corolla formati da 5 elementi). Sono inoltre tubulosi, attinomorfi e si distinguono in:
- fiori del disco esterni: sono femminili e filiformi;
- fiori del disco centrali: sono ermafroditi e tubulosi.

In questo gruppo di piante i fiori radiati (ligulati o del raggio) sono assenti; a volte sono confusi con i fiori femminili (tubulosi) del disco esterno più o meno sub-zigomorfi con un lembo piatto e possono essere interpretati come fiori del raggio.
- Formula fiorale:

*/x K {\displaystyle \infty }, [C (5), A (5)], G 2 (infero), achenio
- Calice: i sepali del calice sono ridotti ad una coroncina di squame.

- Corolla: la forma della corolla normalmente è tubolare con 5 lobi (raramente 4); i lobi hanno una forma deltata o più o meno lanceolata. I colori della corolla sono gialli.

- Androceo: l'androceo è formato da 5 stami sorretti da filamenti generalmente liberi; gli stami sono connati e formano un manicotto circondante lo stilo; le teche (produttrici del polline) sono prive di sperone, ma hanno la coda (una sola); le appendici apicali delle antere hanno delle forme piatte; il tessuto endoteciale (rivestimento interno dell'antera) è quasi sempre polarizzato (con due superfici distinte: una verso l'esterno e una verso l'interno). Il polline è di tipo echinato (con punte sporgenti) a forma sferica è formato inoltre da due strati di ectesine, mentre lo strato basale è spesso e regolarmente perforato (tipo “gnafaloide”).[6]

- Gineceo: l'ovario è infero uniloculare formato da 2 carpelli. Lo stilo (il recettore del polline) è intero o biforcato con due stigmi nella parte apicale. Gli stigmi hanno una forma variabile troncata; possono essere ricoperti da minute papille o avere dei penicilli apicali. Le superfici stigmatiche sono separate.[6]

Frutti. I frutti sono degli acheni con pappo. Gli acheni sono piccoli a forma variabile oblunga; la superficie può essere ricoperta da brevi doppi tricomi clavati; il pericarpo può essere percorso longitudinalmente da alcuni fasci vascolari. Il pappo è formato da setole capillari scabre e delle ciglia patenti.

## Biologia
La riproduzione avviene per impollinazione entomogama ad opera di farfalle diurne e notturne.
I semi cadono a terra e vengono dispersi soprattutto da insetti come formiche (mirmecoria); in alcuni casi gli uncini delle brattee dell'involucro (se presenti) si agganciano ai peli degli animali di passaggio che portano così i semi anche su lunghe distanze (zoocoria). Inoltre per merito del pappo il vento può trasportare i semi anche per alcuni chilometri (anemocoria).

## Distribuzione e habitat
Gnomophalium pulvinatum è distribuita in Africa nord-orientale, Penisola Arabica e Asia centro-meridionale.

## Sistematica
La famiglia di appartenenza di questa voce (Asteraceae o Compositae, nomen conservandum) probabilmente originaria del Sud America, è la più numerosa del mondo vegetale, comprende oltre 23.000 specie distribuite su 1.535 generi, oppure 22.750 specie e 1.530 generi secondo altre fonti (una delle checklist più aggiornata elenca fino a 1.679 generi). La famiglia attualmente (2021) è divisa in 16 sottofamiglie; la sottofamiglia Asteroideae è una di queste e rappresenta l'evoluzione più recente di tutta la famiglia.

### Filogenesi
Il genere della specie di questa voce è descritto nella tribù Gnaphalieae, una delle 21 tribù della sottofamiglia Asteroideae. Da un punto di vista filogenetico, la tribù Gnaphalieae fa parte del supergruppo (o sottofamiglia) "Asteroideae grade"; l'altro è il supergruppo "Non-Asteroideae" contenente il resto delle sottofamiglie delle Asteraceae. All'interno del supergruppo è vicina alle tribù Senecioneae, Calenduleae, Astereae e Anthemideae.
La sottotribù Gnaphaliinae è caratterizzata da portamenti di vario tipo con specie ginomonoiche e monoiche, da foglie con margini interi, da capolini disciformi omogami o eterogami e raramente radiati (o subradiati), dallo stilo con rami troncati e superfici stigmatiche separate apicalmente, da acheni glabri o con tricomi allungati e pappo ridotto. La sottotribù è divisa provvisoriamente in diversi cladi (Metalasia, Ifloga, Stoebe, Hap, Flag, Lasiopogon e Australasian); il genere  Gnomophalium appartiene al gruppo definito "Gnaphaliinae stricto sensu", quello più vicino (da un punto di vista filogenetico) al "genere tipo" Gnaphalim.
I caratteri distintivi della specie  Gnomophalium pulvinatum  sono:
- i fiori esterni sono raccolti all'interno di un involucro;
- i fiori sono gialli.

### Sinonimi
Sono elencati alcuni sinonimi per questa entità:
- Gnaphalium pulvinatum Delile
- Homognaphalium pulvinatum  (Delile) Fayed & Zareh
- Evax indica  Buch.-Ham. ex Wall.
- Filago prostrata  DC.
- Gnaphalium crispatulum  Delile
- Gnaphalium depressum  Roxb.
- Gnaphalium prostratum  Roxb.
- Gnaphalium pulverulentum  Bové ex DC.
- Homognaphalium crispatulum  (Delile) Kirp.